# Hafen Mevissen

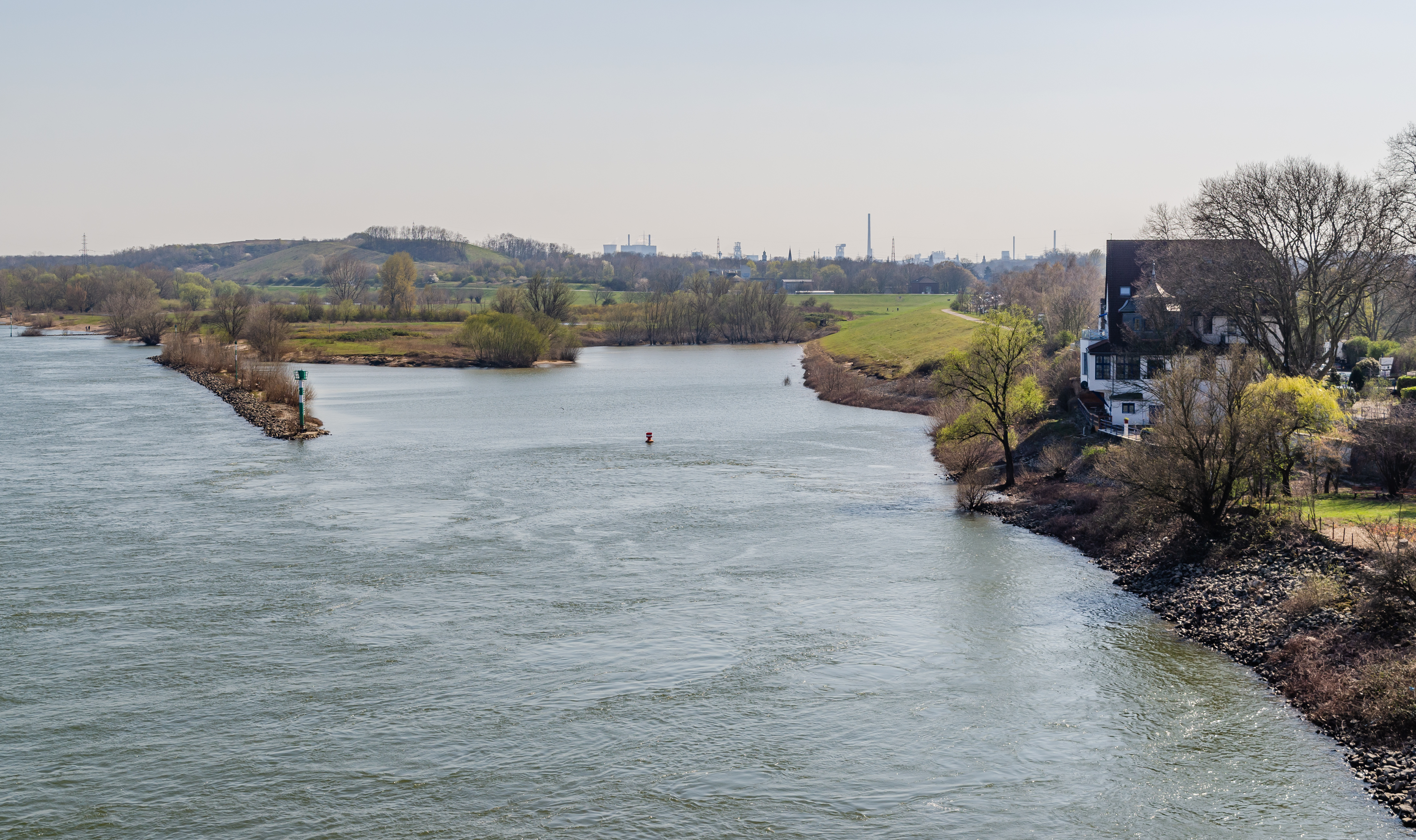
Blick von der Rheinbrücke Neuenkamp auf das ehemalige Hafenbecken (2020)

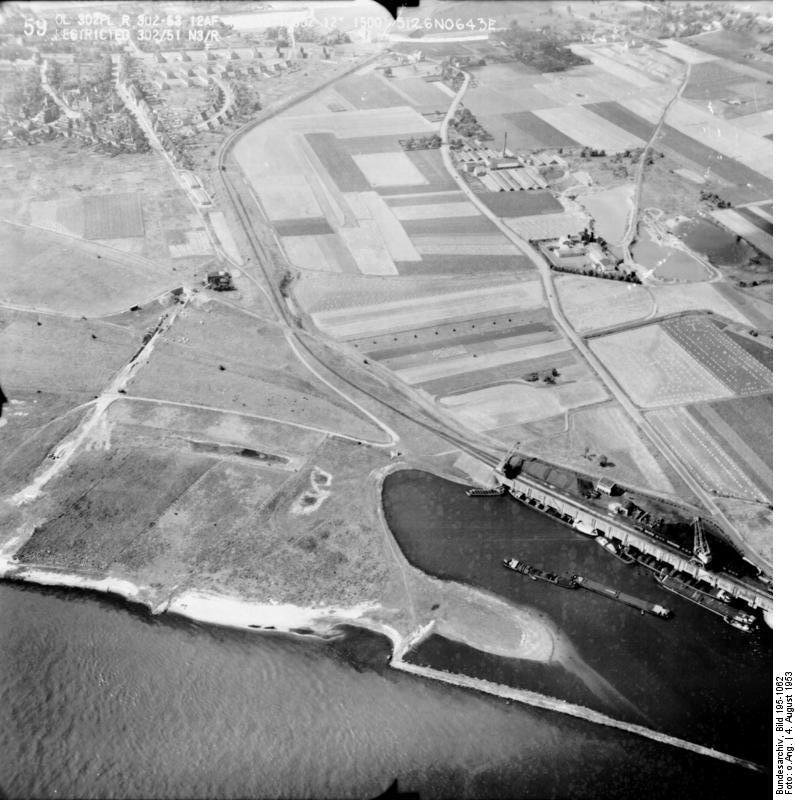
Rheinhafen Mevissen-Diergardt, oberhalb die Schachtanlage Diergardt 2 (1953)

Der Hafen Mevissen, seltener auch Rheinhafen Diergardt-Mevissen oder Hafen Essenberg, war ein Hafen in Duisburg. Er lag am Rhein unmittelbar südlich von Essenberg im Rheinhauser Stadtteil Bergheim, nahe der Grenze zu Alt-Homberg. Er diente den linksrheinischen Bergwerken Wilhelmine-Mevissen und Diergardt im 20. Jahrhundert zur Verschiffung der geförderten Steinkohle. Heute zeugt nur noch das ehemalige Hafenbecken vom Hafen Mevissen.

## Geschichte
In Rheinhausen nahmen die Bergwerke Mevissen und Diergardt zwischen 1910 und 1913 die Förderung auf. Zum Abtransport der Steinkohle über den Schifffahrtsweg wurde bereits 1913 eine Verladestelle bei Stromkilometer 778,1 am Rhein eingerichtet. Diese lag südlich der Fährstation Essenberg, unmittelbar neben einer Schiffsreparaturwerkstatt aus dem 18. Jahrhundert. Die Befestigung als Hafen erfolgte bis 1928. Während sich Schacht 2 der Zeche Diergardt wenige hundert Meter westlich des Rheins befand, wurde der Weg von den rund zwei Kilometer südwestlich liegenden Schachtanlagen Mevissen 1/2 und Diergardt 1 zum Hafen durch eine eigene Werksbahn-Trasse verbunden. Rund ein Viertel der nicht verkokungsfähigen Förderung der Zeche Mevissen wurde über den Hafen direkt nach Frankreich und in die Niederlande verschifft.
Bis 1948, vermutlich in der Zeit des Nationalsozialismus, wurde der Hafen erweitert. In den Folgejahren, während des Wirtschaftswunders und der wirtschaftlichen Bedeutung von Steinkohle, waren zwei Verladekräne in Betrieb. Zwischen 1967 und 1968 endete zunächst die Förderung des Bergwerks Diergardt, das von der Zeche Mevissen übernommen wurde. Die Bergwerke kooperierten bereits seit ihrer Gründung und waren seit 1957 unterirdisch verbunden. Als 1973 auch der Betrieb der Zeche Mevissen eingestellt wurde, wurde im selben Jahr auch der Hafen aufgegeben. Zuletzt führten ihn die Mathias Stinnes AG und die Ruhrkohle AG, kurz RAG.
In der Folgezeit wurden neben den Schachtanlagen Mevissen 1/2 und Diergardt 1/2 auch der komplette Hafen abgetragen. Heute ist ausschließlich das ehemalige Hafenbecken mit der Kaimauer und Gewölbebögen erkennbar. Es befindet sich am Rheindeich von Rheinhausen nördlich des Landschaftsschutzgebietes „Rheinauenbereich Werthauser und Rheinhauser Wardt“. Auf der ehemaligen Bahnstrecke verläuft heute ein Fuß- und Radweg entlang des Diergardtparks und der Sportanlage des TuS Asterlagen.